# Pomnik pamięci inż. Józefa Marka
Pomnik poświęcony pamięci Józefa Marka znajduje się przy siedzibie Starostwa Powiatowego w Limanowej na ulicy Józefa Marka 8. Odsłonięty 28 października 2006 roku. Autorką jest Elżbieta Zając-Zbrożek – autorka, rzeźbiarka z Jodłownika. Posiada formę obelisku, przybiera kształt serca i przekrojonego na pół jabłka. Opatrzony jest tablicą, składającą się z wizerunku Józefa Marka oraz napisu: „Pamięci inż. Józefa Marka 1900 – 1958 człowieka wielkiego serca, twórcy tradycji sadowniczej na Limanowszczyźnie”.

## Zdjęcia

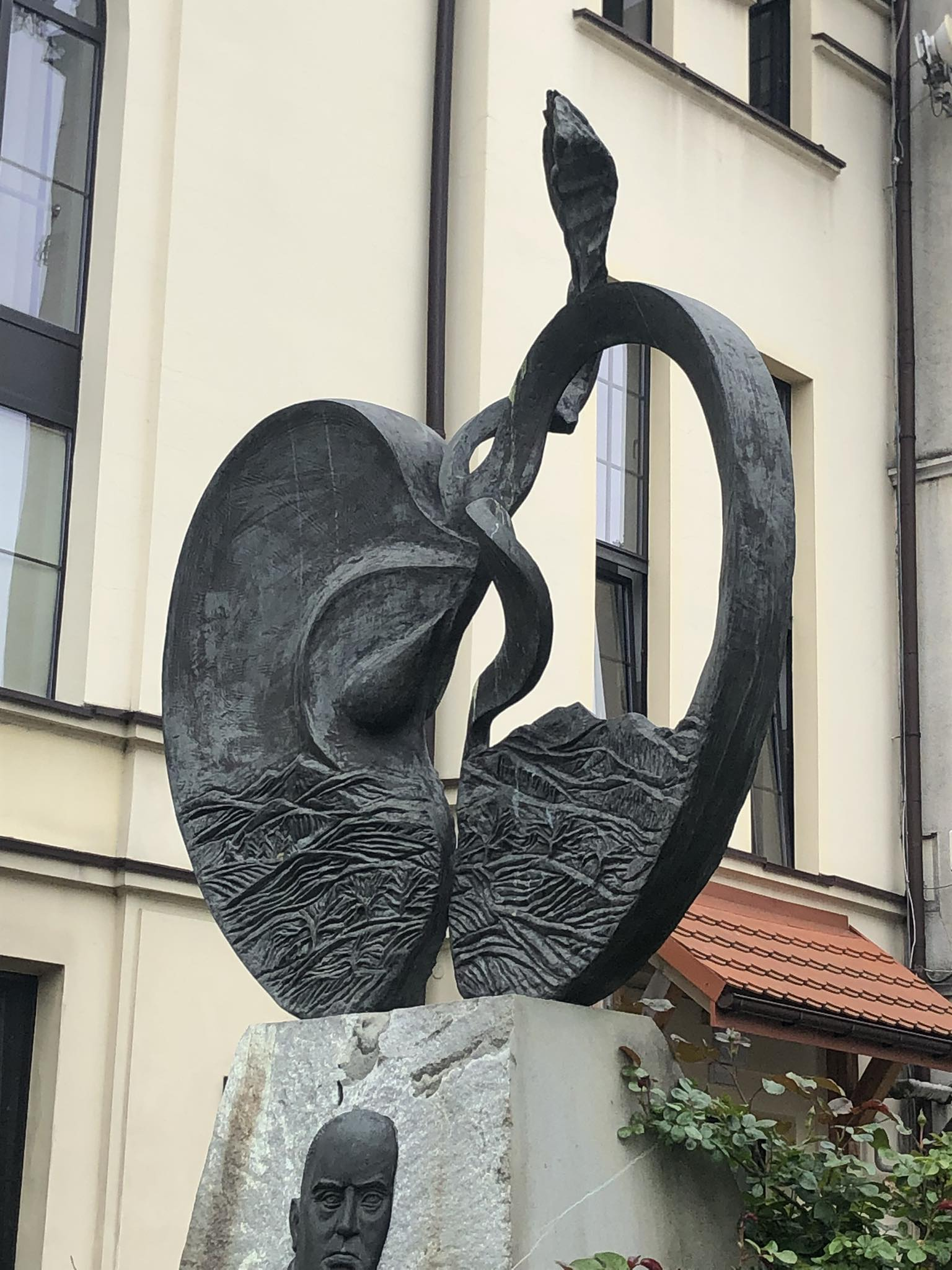
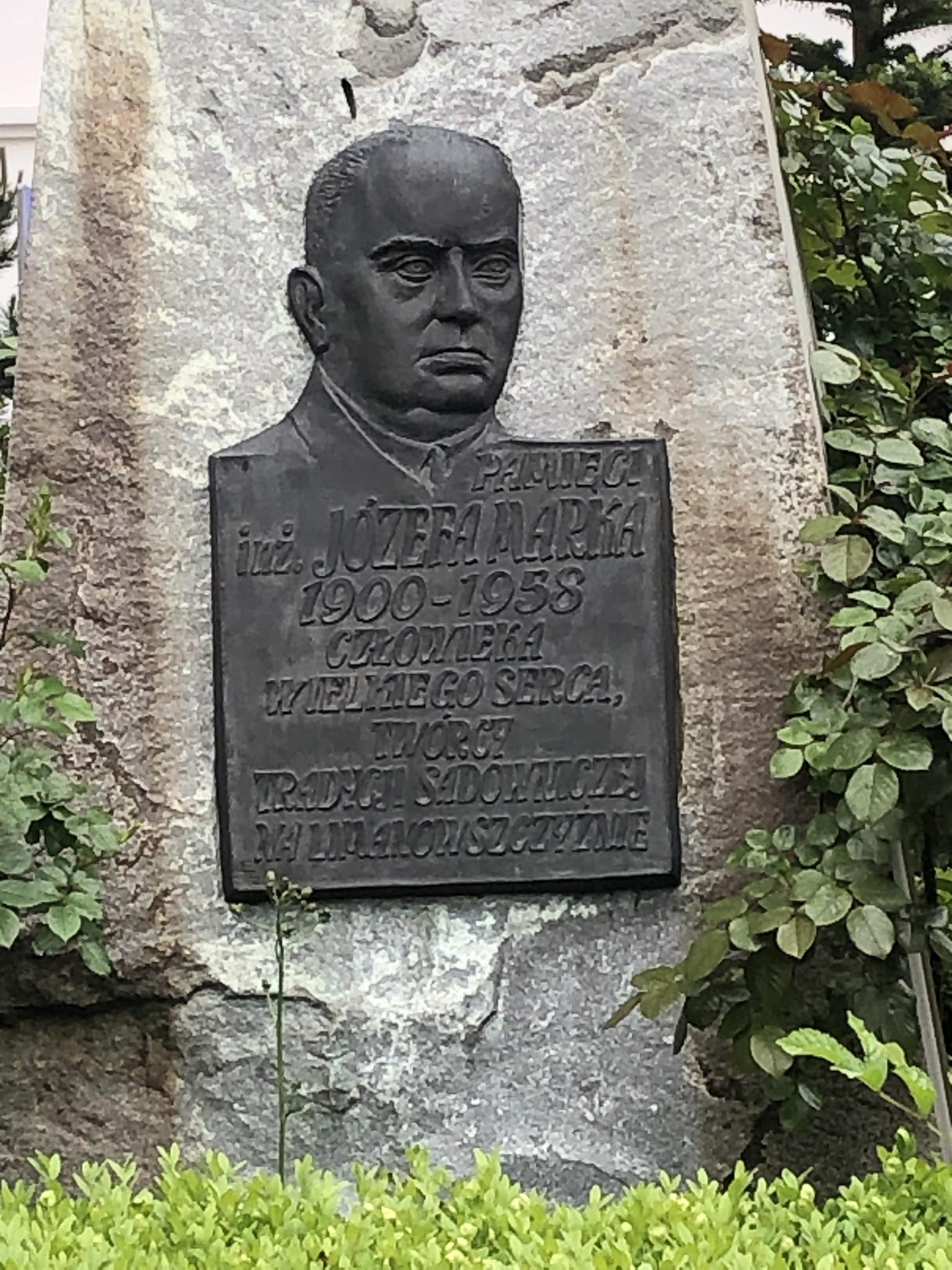
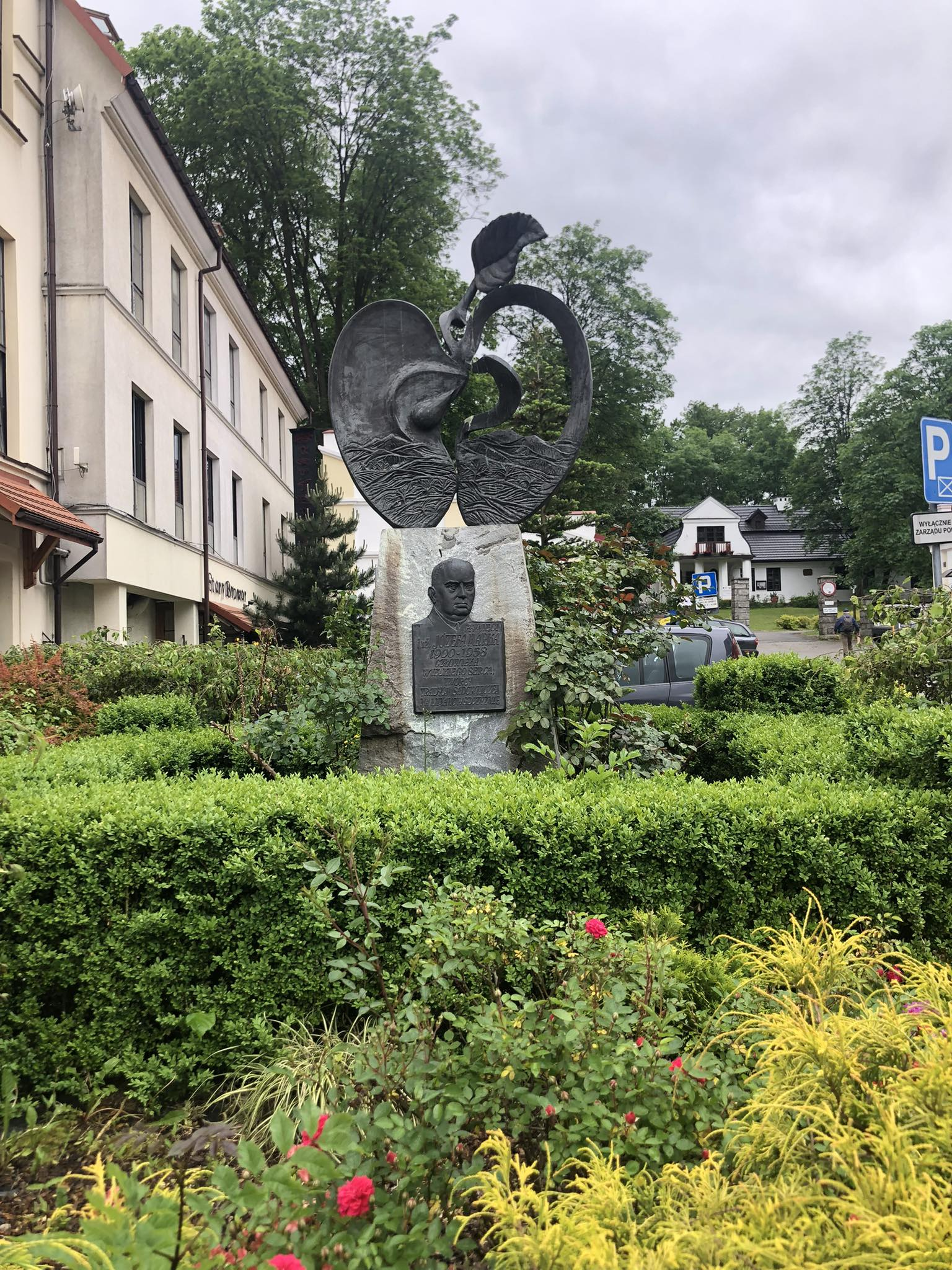